# B.A.T. F.K.27
Le B.A.T. F.K. 27 est un avion biplan de sport britannique de l'entre-deux-guerres dessiné par Frederick Koolhoven.
Dérivé du B.A.T. Bantam, ce biplace se caractérisait en tout premier lieu par sa voilure sesquiplane, ce qui entraînait une mâture d’entreplan originale. Construit entièrement en bois comme ses prédécesseurs, le F.K.27 avait aussi la particularité de posséder deux sièges côte-à-côte, le maitre-couple du fuselage étant déterminé par le diamètre du moteur, le nouveau groupe en étoile ABC Wasp II de 200 ch.
Immatriculé K-143, le prototype (c/n 33) eut juste le temps d’effectuer ses premiers vols pour pouvoir participer au Derby Aérien de la Victoire disputé le 21 juin 1919. Piloté par le Major C. Draper, chef-pilote de British Aerial Transport Co. Ltd., et portant le numéro de course « 3 », il se classa 4e de la course et second du Trophée Shell. Porté ensuite sur le registre britannique définitif comme G-EAFA, cet avion resté sans suite fut passé au pilon en 1921, victime de la liquidation de B.A.T.